# Guillaume de La Mare
Guillaume de La Mare (mort vers 1285) est un théologien franciscain anglais.

## Biographie
On pense que Guillaume de La Mare est né en Bretagne. Il est maître régent (magister regis) à l'université de Paris en 1274-1275.
En 1282, l'ordre franciscain approuve son travail le Correctorium Fratris Thomae, critique de l'œuvre de Thomas d'Aquin, qui est prescrit comme lecture en conjonction avec celui de Thomas d'Aquin.